# Ventricolo sinistro
Il ventricolo sinistro è una delle quattro camere del cuore umano (due atri e due ventricoli).
Riceve sangue ossigenato dall'atrio sinistro attraverso la valvola mitralica, e lo pompa nell'aorta attraverso la valvola aortica. Vi possiamo considerare delle pareti, una base e un apice.

## Forma
Il ventricolo sinistro è più lungo e più conico rispetto al ventricolo destro, e in sezione trasversale la sua concavità presenta una forma ovale o quasi circolare. Forma una piccola parte della superficie sternocostale e una considerevole parte della superficie diaframmatica del cuore; forma inoltre anche l'apice del cuore stesso.

## Sviluppo
Già in età adolescenziale, le sue pareti sono spesse dalle tre alle sei volte più del destro. Questo accade perché il ventricolo sinistro ha una mole di lavoro cinque volte superiore, ricevendo sangue a una pressione di circa 8 mmHg e pompandolo invece nell'aorta a una pressione di circa 120 mmHg a ogni battito cardiaco.

## Funzionamento fisiologico
In condizioni eccellenti di salute, il ventricolo sinistro dovrebbe:
- rilassarsi molto rapidamente dopo ogni contrazione per riempirsi velocemente di sangue ossigenato proveniente dalle vene (rilassamento diastolico e riempimento);
- contrarsi rapidamente e pompare più sangue possibile, vincendo la maggiore pressione aortica e compensando quella necessaria a dilatare l'aorta e altre arterie (contrazione sistolica ed espulsione);
- essere in grado di incrementare o decrementare rapidamente la capacità di pompaggio sotto il controllo del sistema nervoso.

In un adulto sano a riposo, il ventricolo sinistro pompa circa 5 litri di sangue per minuto; che possono diventare 25 sotto sforzo (45 in un atleta di livello olimpico).